# Socialistische Partij Anders
Socialistische Partij Anders, forkortet til sp.a. («Sosialistiske Parti – Anderledes», sp.a.) er et flamsk socialdemokratisk parti i Belgien. Partiet hed fram til 2001 Socialistische Partij (SP), derefter Socialistische Partij Anders sp.a.) frem til 2009, hvorefter det i en kort periode hed Socialisten en Progressieven Anders.
Ved det føderale valg i 2014 fik Socialistische Partij Anders 13 mandater i Repræsentant-kammeret og 5 mandater i Senatet. Ved valget i 2010 fik sp.a. 13 mandater i Repræsentant-kammeret og 4 mandater i Senatet.
Ved Europa-Parlamentsvalget 2014 fik sp.a. 1 mandat i Europa-Parlamentet. 

## Historie
Det belgiske arbejderparti blev dannet i 1885, og det skiftede navn til det belgiske sosialistparti i 1944. 
I 1978 blev partiet delt efter sproglige og regionale kriterier. Parti Socialiste (PS) blev etableret i Vallonien, mens Socialistische Partij, senere Socialistische Partij Anders (SP eller sp.a) blev etableret i Flandern. Begge partier er repræsenteret i den tosprogede region Bruxelles.

## Eksterne links
- Officiell hjemmeside